# Eleição do Conselho de Segurança das Nações Unidas de 2010
A Eleição do Conselho de Segurança das Nações Unidas em 2010 ocorreu em 12 de outubro de 2010 durante a 65.ª sessão da Assembleia Geral das Nações Unidas, na sede da Organização das Nações Unidas em Nova Iorque. A eleição visou determinar quais os cinco lugares não permanentes no Conselho de Segurança das Nações Unidas para mandatos de dois anos com início em 1 de janeiro de 2011.
De acordo com a política de rotação do Conselho de Segurança (CSNU), os dez lugares não permanentes no CSNU rodam entre os diversos blocos regionais em que habitualmente os estados-membros da ONU se dividem a si mesmos com fins eleitorais e representativos, e esta foi a divisão:
- Um para África (Uganda)
- Um para Ásia (Japão)
- Um para América Latina (México)
- Dois para o Grupo dos Estados da Europa Ocidental e Outros (Áustria e Turquia)

Estes cinco membros estarão representados no CSNU no período 2011-2012.
No Grupo dos Estados da Europa Ocidental e Outros candidataram-se a Alemanha, o Canadá, e Portugal. A Índia concorreu sem oposição pelo bloco da Ásia já que o Cazaquistão desistiu. A África do Sul também não teve oposição no interior do bloco africano e foi apoiada pela União Africana. Depois de ter desistido a favor do Brasil na eleição de 2009, a Colômbia não teve oposição.

## Membros eleitos
África: África do Sul substitui Uganda

Ásia: Índia substitui Japão

GRULAC: Colômbia substitui México

GEEOO: Alemanha e Portugal substituem Áustria e Turquia

## Resultados
Como três dos lugares estavam resolvidos, os resultados foram: a Índia recebeu 187 votos, a África do Sul 182 votos e a Colômbia 186 votos. No Grupo dos Estados da Europa Ocidental e Outros os resultados foram:

### Ronda 1
- Alemanha 128
- Portugal 122
- Canadá 114

A Alemanha foi eleita pois ultrapassou a maioria de dois terços.

### Ronda 2
- Portugal 113
- Canadá 78

A seguir a esta ronda o Canadá retirou a sua candidatura.

### Ronda 3
- Portugal 150
- Canadá 32

Portugal foi eleito.

## Reações

### Portugal
O ministro português dos Negócios Estrangeiros, Luís Amado afirmou que a eleição de Portugal "revela bem que Portugal é hoje um país respeitado, com credibilidade na cena internacional"

### Canadá
O ministro dos Negócios Estrangeiros do Canadá, Lawrence Cannon, reconheceu que a política externa do governo conservador teve um papel na explicação do resultado – embora salientasse que essa política era baseada em sólidos princípios democráticos e de defesa dos direitos humanos A culpa foi dirigida para o líder do Partido Liberal do Canadá, Michael Ignatieff, pelo Partido Conservador do Canadá, mas este rejeitou a culpa e classificou-a como "ridícula".

### Índia
O enviado da Índia às Nações Unidas, Hardeep Singh Puri, afirmou "Trabalhámos muito... lutámos por cada voto"

## Atuação esperada em 2011
A entrada da Índia e da África do Sul é vista como um reforço do bloco de países hostis à aplicação de novas sanções ao Irão, motivadas pela sua política de desenvolvimento de energia nuclear que se teme ser aplicado ao desenvolvimento de armas nucleares. Quanto à posição das Nações Unidas relativamente à Coreia do Norte, nada deve mudar pois o seu principal aliado, a República Popular da China, tem direito de veto como membro permanente do CSNU. Sobre a questão do Sudão, a entrada da África do Sul pode pesar num eventual fim do mandado de captura emitido pelo Tribunal Penal Internacional ao presidente sudanês, Omar al-Bashir.